# Renera
Renera ist ein zentralspanischer Ort und eine Gemeinde (municipio) mit nur noch 103 Einwohnern (Stand: 2024) in der Provinz Guadalajara in der Autonomen Region Kastilien-La Mancha.  Die Gemeinde gehört zur dünnbesiedelten Region der Serranía Celtibérica.

## Lage und Klima
Der ca. 710 m hoch gelegene Ort Renera liegt im Zentrum der Landschaft der Alcarria im Norden des Südteils der Iberischen Hochebene (meseta). Guadalajara, die Provinzhauptstadt, ist ca. 32 km (Fahrtstrecke) in nordwestlicher Richtung entfernt; der sehenswerte Ort Pastrana liegt nur etwa 18 km südöstlich. Das Klima im Winter ist gemäßigt, im Sommer dagegen warm bis heiß; die eher geringen Niederschlagsmengen (ca. 455 mm/Jahr) fallen – mit Ausnahme der nahezu regenlosen Sommermonate – verteilt übers ganze Jahr.

## Bevölkerungsentwicklung
| Jahr      | 1857 | 1900 | 1950 | 2000 | 2019 |
| Einwohner | 621  | 486  | 345  | 64   | 90   |

Infolge der Mechanisierung der Landwirtschaft, der Aufgabe bäuerlicher Kleinbetriebe und des daraus resultierenden Verlusts von Arbeitsplätzen ist die Einwohnerzahl der Gemeinde seit der Mitte des 20. Jahrhunderts deutlich zurückgegangen (Landflucht). Der erneute Bevölkerungsanstieg zu Beginn des 21. Jahrhunderts ist mit der relativen Nähe zu den östlichen Städten im Großraum Madrid zu erklären.

## Wirtschaft
Die Menschen früherer Jahrhunderte lebten hauptsächlich als Selbstversorger vom Ackerbau und von der Viehwirtschaft, deren haltbare Produkte (Käse, Wurst, Tierhäute und Wolle) bei fahrenden Händlern getauscht oder verkauft werden konnten.

## Geschichte
Kelten, Römer, Westgoten und selbst die Mauren hinterließen keine verwertbaren Spuren auf dem Gemeindegebiet. In der zweiten Hälfte des 11. Jahrhunderts wurden letztere durch die Armee König Alfons VI. von León wieder aus der Region vertrieben (reconquista); anschließend begann die Phase der Wiederbesiedlung (repoblación) durch Christen aus vielen Teilen der Iberischen Halbinsel. Eine schriftliche Erwähnung des Ortsnamens aus dem Hochmittelalter ist nicht bekannt und so geht man von einer Entstehung des Ortes im 12. bis 14. Jahrhundert aus. Im Jahr 1543 erhielt der Ort die Stadtrechte (villazgo).

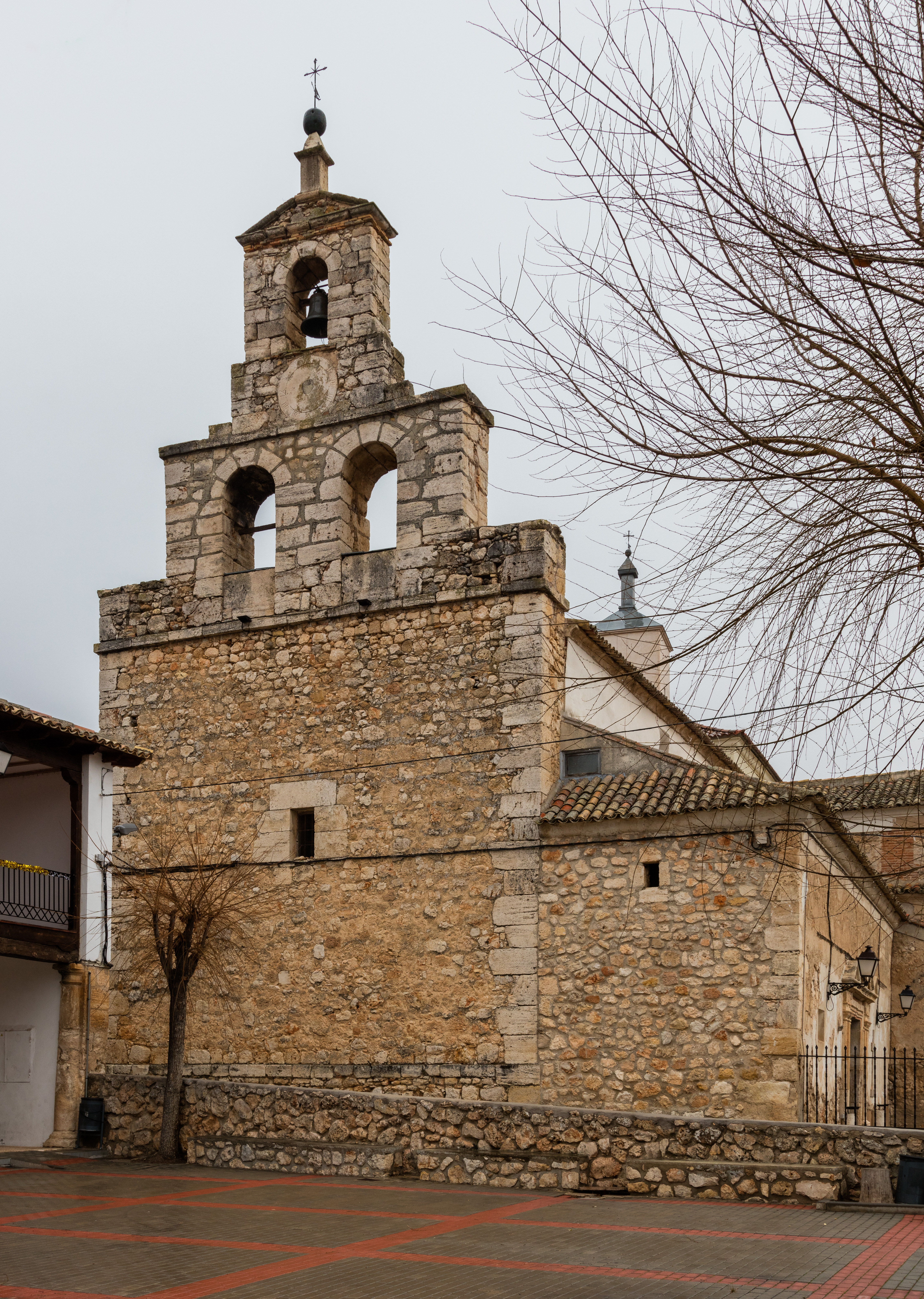
Renera – Kirche

## Sehenswürdigkeiten
- Die im 16. Jahrhundert aus Bruchsteinen erbaute und ursprünglich einschiffige, später jedoch vergrößerte Iglesia de Nuestra Señora de la Asunción ist der Himmelfahrt Mariens geweiht. Sie besitzt einen – wahrscheinlich später hinzugefügten oder erneuerten – dreibogigen Glockengiebel (espadaña) über der ansonsten schmucklosen Westfassade; das Portal der Kirche befindet sich auf der Südseite und zeigt eigenartige Renaissanceformen.
- Die zweigeschossige Südfassade des im 16. oder 17. Jahrhundert entstandenen Rathauses (ayuntamiento) ist beinahe in voller Breite durch zwei Galerien nach Süden geöffnet. Im unteren Portikus wurden steinerne Säulen verbaut während im Obergeschoss hölzerne Stützen eingesetzt wurden.